# アンダーソン不純物模型
アンダーソン不純物模型とは、金属中の磁性不純物を記述するハミルトニアンのこと。
重いフェルミ粒子系や近藤絶縁体などを表すときに用いられる。
最も簡単な場合、アンダーソン不純物模型は伝導電子の運動エネルギー、不純物のエネルギー準位を表すサイト内クーロン反発を含んだ２準位項、伝導軌道と不純物軌道が結合したハイブリッド項を含む。
１つの不純物の場合、ハミルトニアンは、
{\displaystyle H=\sum _{\sigma }\epsilon _{f}f_{\sigma }^{\dagger }f_{\sigma }+\sum _{\langle j,j^{\prime }\rangle \sigma }t_{jj'}c_{j\sigma }^{\dagger }c_{j'\sigma }+\sum _{j,\sigma }(V_{j}f_{\sigma }^{\dagger }c_{j\sigma }+V_{j}^{*}c_{j\sigma }^{\dagger }f_{\sigma })+Uf_{\uparrow }^{\dagger }f_{\uparrow }f_{\downarrow }^{\dagger }f_{\downarrow }},
ここで演算子{\displaystyle f}は不純物の消滅演算子、{\displaystyle c}は伝導電子の消滅演算子、{\displaystyle \sigma }はスピンのラベルである。{\displaystyle U}はサイト内クーロン反発で、通常はエネルギースケールを支配する。{\displaystyle t_{jj'}}はサイト{\displaystyle j}から{\displaystyle j'}へのホッピング強度である。
この模型の大きな特徴はハイブリッド項 {\displaystyle V}であり、ヒル限界より遥かに遠い距離離れているにもかかわらず、重いフェルミオン系の{\displaystyle f}電子が動けるようになる。
重いフェルミオン系では、不純物の格子は周期的なアンダーソン模型で表される。
{\displaystyle H=\sum _{j\sigma }\epsilon _{f}f_{j\sigma }^{\dagger }f_{j\sigma }+\sum _{\langle j,j^{\prime }\rangle \sigma }t_{jj'}c_{j\sigma }^{\dagger }c_{j'\sigma }+\sum _{j,\sigma }(V_{j}f_{j\sigma }^{\dagger }c_{j\sigma }+V_{j}^{*}c_{j\sigma }^{\dagger }f_{j\sigma })+U\sum _{j}f_{j\uparrow }^{\dagger }f_{j\uparrow }f_{j\downarrow }^{\dagger }f_{j\downarrow }}
これとは別のアンダーソン模型も存在し、たとえばSU(4)アンダーソン模型はスピンだけでなく軌道の自由度も持つ不純物を記述する。
これはカーボンナノチューブ量子ドット系で問題となる。SU(4)アンダーソン模型のハミルトニアンは、
{\displaystyle H=\sum _{i\sigma }\epsilon _{f}f_{i\sigma }^{\dagger }f_{i\sigma }+\sum _{<j,j'>\sigma }t_{ijj'}c_{ij\sigma }^{\dagger }c_{ij'\sigma }+\sum _{ij,\sigma }(V_{j}f_{i\sigma }^{\dagger }c_{ij\sigma }+V_{j}^{*}c_{ij\sigma }^{\dagger }f_{i\sigma })+\sum _{i\sigma ,i'\sigma '}{\frac {U}{2}}n_{i\sigma }n_{i'\sigma '}}
ここでi と i'は軌道の自由度（2つのどちらかをとれる）、nは数演算子である。